# Maître de Guy de Laval
Le Maître de Guy de Laval aussi appelé Maître de Guise est un maître anonyme enlumineur actif à Paris et dans l'ouest de la France entre 1410 et 1440. Il doit son nom au livre d'heures peint presque entièrement de sa main pour le seigneur Guy XIV de Laval. Il est l'auteur de miniatures dans plusieurs livres d'heures. 

## Éléments biographiques et stylistiques

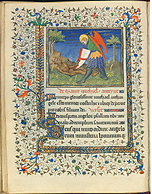
Saint Georges des Heures de Guy de Laval.

Sa main est identifiée pour la première fois par l'historien de l'art américain Millard Meiss qui la repère au sein des Heures de Guise, où il collabore avec le Maître de Boucicaut et le Maître d'Egerton. Plus tard, il est proposé de le renommer Maître de Guy de Laval car il a pris une part bien plus déterminante dans le livre d'heures de Guy XIV de Laval, réalisé vers 1427-1429. 
Cet artiste commence probablement sa carrière dans un atelier parisien, probablement celui du Maître de Boucicaut déjà cité et qui marque profondément son style. Il collabore avec les principaux enlumineurs de la ville, tels que le Maître de Bedford et ses associés, avec qui il participe peut-être à la décoration des Heures de Bedford. Il serait resté dans la capitale au moins jusqu'en 1421, date à laquelle il serait parti en province pour rechercher une nouvelle clientèle, peut-être dans l'ouest de la France, où il a réalisé les heures de Guy de Laval. Il semble qu'il soit retourné à Paris lorsqu'il dirige l'illustration d'un livre d'heures avec le Maître de la Légende dorée de Munich, vers 1435.

## Manuscrits attribués

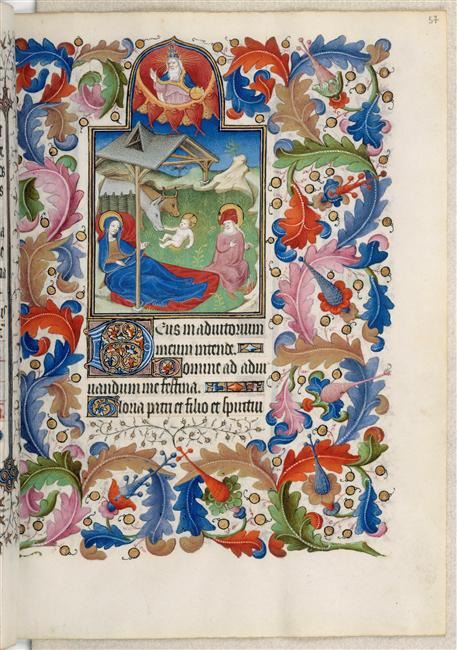
Nativité tirée des Heures de Guise.

- Heures de Guise, 27 miniatures attribuées au maître, et deux autres au Maître d'Egerton et au Maître de Boucicaut, vers 1410, Musée Condé, Chantilly, Ms.64
- Heures à l'usage de Paris, vers 1410-1420, 8 miniatures de la main du maître, en collaboration avec l'atelier du Maître de Bedford et le Maître de la Mazarine, British Library, Yates-Thompson 46[4]
- Heures à l'usage de Paris, vers 1410-1420, 14 grandes miniatures, 18 × 13,3 cm, collection particulière, passé en vente chez Sotheby's le 8 décembre 2015 (lot 63)[5]
- Heures de Bedford, vers 1415-1423, Eberhard König[6] attribue au maître quelques médaillons, réalisés en collaboration avec le Maître de la Cité des dames et le Maître des Heures de Gingins, mais cette attribution est contestée[7], British Library, Add.18850
- Heures de Spitz, une grande (L'entrée à Jérusalem) et une petite miniature (Crucifixion) et deux lettrines historiées (f.48v-49)[8], en collaboration avec le Maître de Spitz, vers 1420, J. Paul Getty Museum, Los Angeles, Ms.57[9]
- Heures de Charlotte de Savoie, 3 miniatures attribuées au maître, en collaboration avec l'atelier du Maître de Bedford et le Maître de Spitz, vers 1420-1425, Morgan Library and Museum, New York, M.1004[10]
- Heures de Jean de Gingins, 5 miniatures du maître, en collaboration avec l'atelier du Maître de Bedford, vers 1421, ancienne collection du château de La Sarraz, Archives cantonales vaudoises, Chavannes-près-Renens,  H 50[11]
- Heures de Guillebert de Lannoy, 2 miniatures (David, Service funèbre), en collaboration avec le Maître du Hannibal de Harvard et le Maître de la Cité des dames, Waddesdon Manor (Buckinghamshire), Rothschild Collection Ms.4
- Heures de Guy XIV de Laval, en collaboration avec le Maître de Jeanne de Raguenel (miniature de sainte Marguerite), peint dans l'ouest (Rennes ?), entre la prise de Laval par les Anglais en 1428 et avant l'acquisition du titre de comte en 1429, propriété actuelle de Renate König, déposé au sein du musée Kolumba (en) de Cologne.
- Heures à l'usage de Paris, en collaboration avec le Maître de la Légende dorée de Munich, le Maître de Bedford et le Maître de Jean Rolin, vers 1425-1435, Fitzwilliam Museum, Cambridge, Ms.Founders 63
- Heures à l'usage de Paris, 4 miniatures, vers 1435, Bibliothèque royale (Pays-Bas), La Haye, 135 J 9[12]